# Phintia podarce
Phintia podarce là một loài bướm đêm thuộc họ Notodontidae. Nó được tìm thấy ở lower Amazon to the Andean foothills của Peru.